# Upeneus subvittatus
 Upeneus subvittatus és una espècie de peix de la família dels múl·lids i de l'ordre dels perciformes.

## Morfologia
Els mascles poden assolir els 24,1 cm de longitud total.

## Distribució geogràfica
Es troba des del Japó fins a Indonèsia.